# Niels Holle
Niels Holle (* 1975 in Krefeld) ist ein deutscher Drehbuchautor.

## Leben
Niels Holle hat den ersten Studiengang der Texterschmiede Hamburg absolviert und bis 2008 als Werbetexter und Creative Director gearbeitet. Als Drehbuchautor war er unter anderem für die   ZDF-Serie Lerchenberg tätig. Im Rahmen der Reihe SCHULD nach Ferdinand von Schirach hat er außerdem mehrere Kurzgeschichten von Ferdinand von Schirach fürs Fernsehen adaptiert.
Seit 2018 schreibt er im Wechsel mit Holger Karsten Schmidt die Bücher für die  ARD-Krimireihe Nord bei Nordwest.

## Filmografie (Auswahl)
- 2013: Lerchenberg (Fernsehserie)
  - Ein Fall für zwei
  - Mit dem Zweiten sieht man besser
  - Die Zombieklinik
- 2017: SCHULD nach Ferdinand von Schirach (Fernsehserie)
  - Schuld – Kinder
  - Schuld – Lydia
  - Schuld – Der Freund
- seit 2018: Nord bei Nordwest (Fernsehreihe)
  - 2018: Frau Irmler
  - 2019: Ein Killer und ein Halber
  - 2020: Conny & Maik
  - 2020: Im Namen des Vaters
  - 2021: Der Andy von nebenan
  - 2021: Der Ring
  - 2022: Canasta
  - 2022: Natalja
  - 2023: Die letzte Fähre
  - 2024: Haare? Hartmann!
  - 2024: Das Nolden-Haus
- 2018–2023: SOKO Hamburg (Fernsehserie, diverse Folgen)
- 2021: Harter Brocken: Der Waffendeal

## Auszeichnungen
- 2016: Deutscher Comedypreis 2016: Nominierung  „Beste Comedyserie“ für Lerchenberg
- 2016: Grimme-Preis 2016: Nominierung in der Kategorie „Serien & Mehrteiler“ für Lerchenberg
- 2014: Grimme-Preis 2014: Nominierung in der Kategorie „Unterhaltung“ für Lerchenberg
- 2014: Bayerischer Fernsehpreis: Nachwuchsförderpreis für Lerchenberg

## Belege
1. ↑  Biographie auf der Website der Ellen Bleckmann Medienagentur

| Personendaten    | Personendaten           |
| ---------------- | ----------------------- |
| NAME             | Holle, Niels            |
| KURZBESCHREIBUNG | deutscher Drehbuchautor |
| GEBURTSDATUM     | 1975                    |
| GEBURTSORT       | Krefeld                 |